# Monte Grabiasca
Le monte Grabiasca est une montagne qui s’élève à 2 705 m d’altitude dans les Alpes bergamasques, en Italie.